# طرخشقون فارسي
الطرخشقون الفارسي (باللاتينية: Taraxacum persicum) نوع نباتي يتبع جنس الطرخشقون من القبيلة الشيكورية التابعة للفصيلة النجمية.

## البيئة والانتشار
موطنه بلاد الشام وتركيا.